# Cerro Piergiorgio
Le cerro Piergiorgio est une montagne située en Patagonie, entre le site naturel de la Cordillère du Chaltén dans la région de Magallanes et de l'Antarctique chilien au Chili et le parc national Los Glaciares dans la province de Santa Cruz en Argentine, près du village d'El Chaltén, à la frontière entre l'Argentine et le Chili. Son altitude est de 2 719 mètres.

## Toponymie
La montagne est baptisée par le missionnaire salésien Alberto Maria De Agostini, lors de l'une de ses premières explorations des environs à l'été 1935, en l'honneur de Pier Giorgio Frassati (1901-1925). Ce jeune homme, originaire de Turin, était passionné par la montagne. Religieux, il envisageait l'alpinisme comme un moyen de se fortifier l'esprit et de se rapprocher de Dieu. Mort jeune, il est béatifié en 1990 par le pape Jean-Paul II.

## Géographie

Localisation du cerro Piergiorgio dans le massif du Fitz Roy.